# Cres
Cres (wł. Cherso) – należąca do Chorwacji wyspa na Morzu Adriatyckim, położona pomiędzy wyspą Krk a półwyspem Istria. Cres i Krk to największe chorwackie wyspy, ich powierzchnia jest niemal identyczna i wynosi ok. 404 km². Długość linii brzegowej wynosi 268,21 km. Najwyższy szczyt na wyspie – Gorice ma wysokość 648 m n.p.m. Na wyspie znajduje się ściśle chronione Jezioro Vransko o długości 5,5 km i szerokości do 1,5 km, którego powierzchnia wynosi 5,5 km². Jest to wyjątkowy na wyspach chorwackich naturalny zbiornik wody słodkiej o pojemności 200 mln m³. Największą miejscowością na wyspie jest miasto Cres. Północna część wyspy jest wyżynno-górzysta, natomiast południowa nizinna.
Ludność wyspy zajmuje się przetwórstwem roślin leczniczych, rybołówstwem, hodowlą owiec oraz uprawą winorośli, oliwek i warzyw.
Na wyspę można się dostać wyłącznie promem. Najszybciej dopłynąć można z miejscowości Brestova do miejscowości Porozina, położonej na wyspie. Rejs trwa niespełna 20 minut.

## Galeria

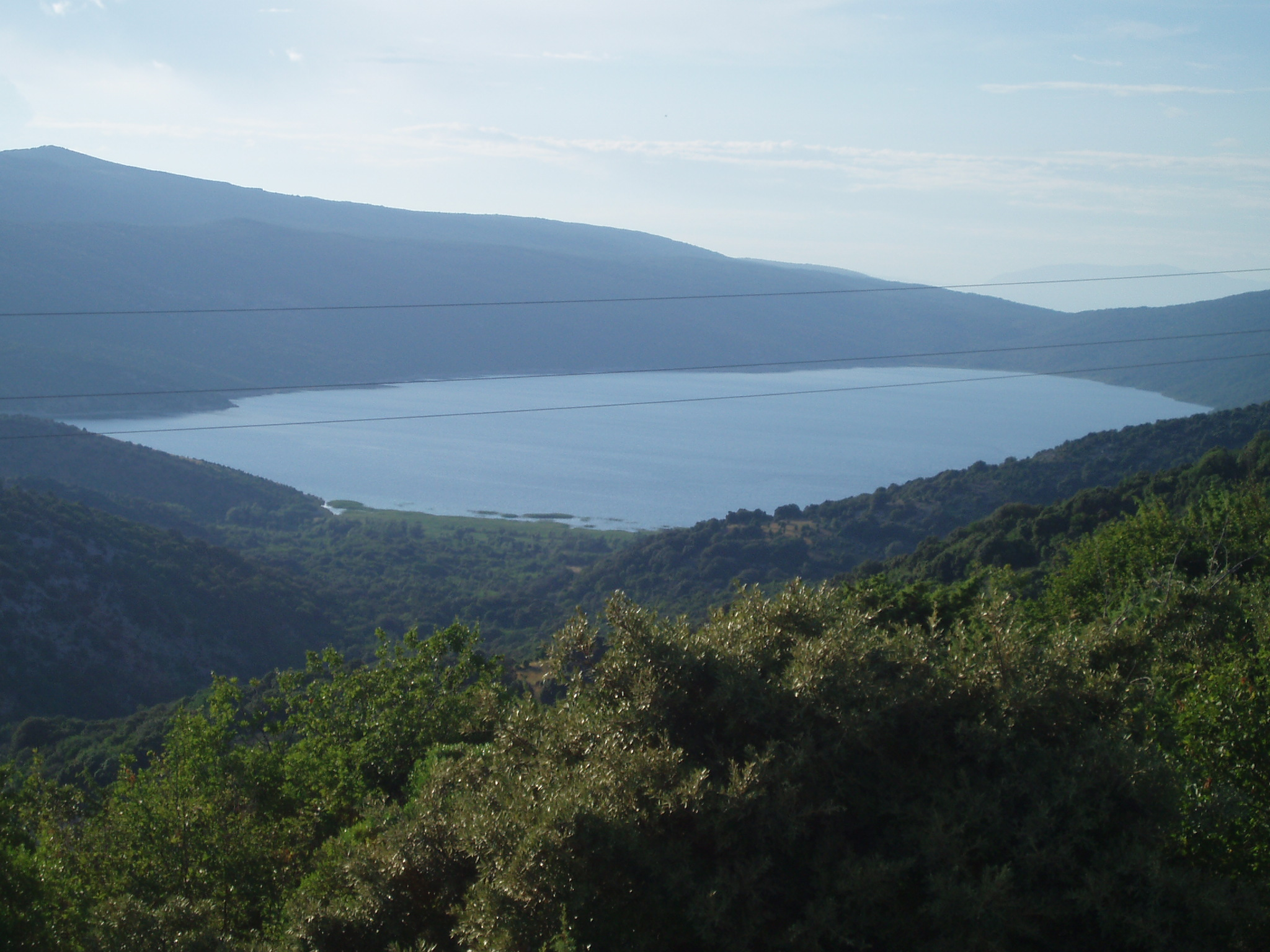
jezioro Vransko
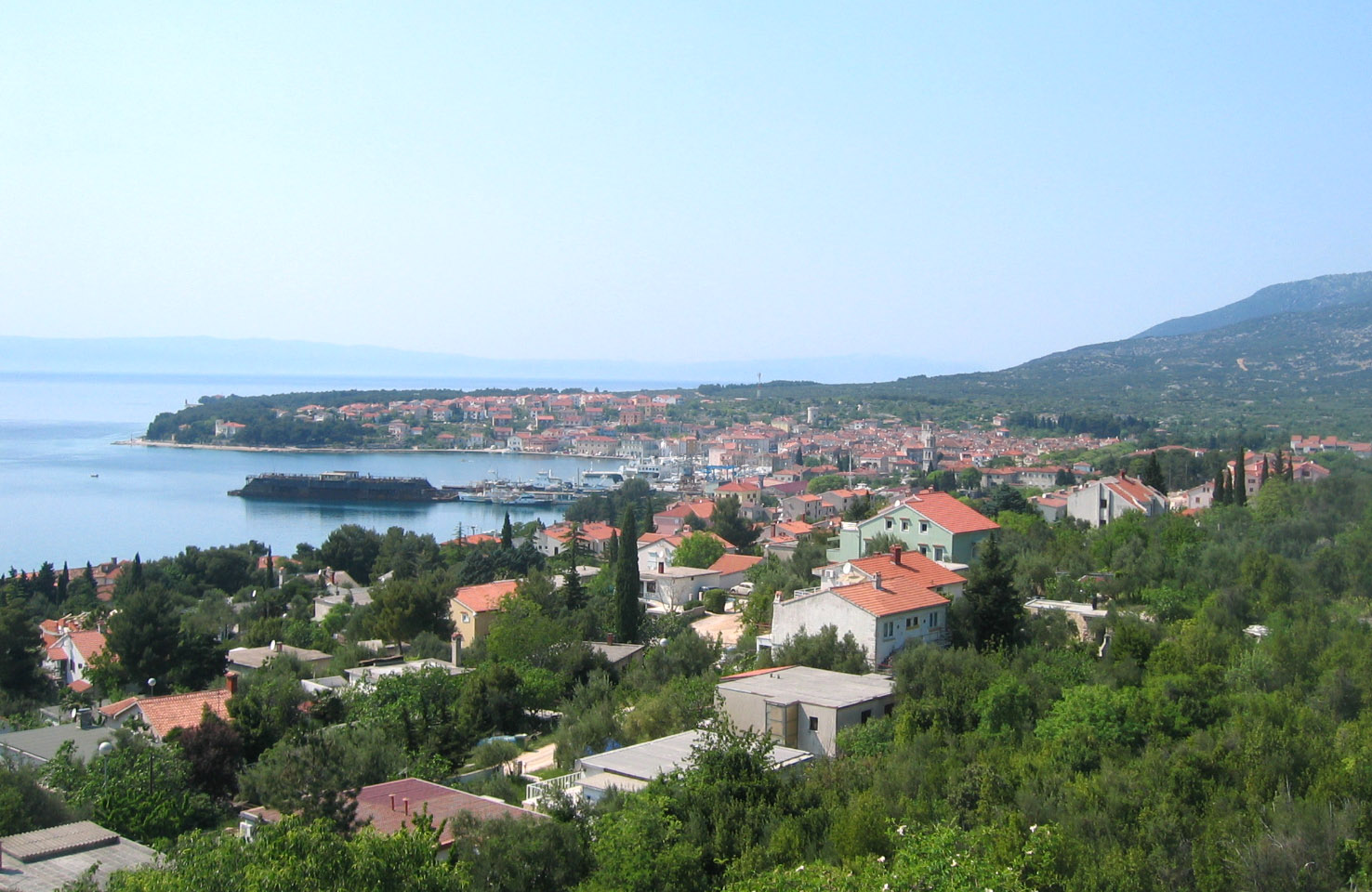
miasto Cres
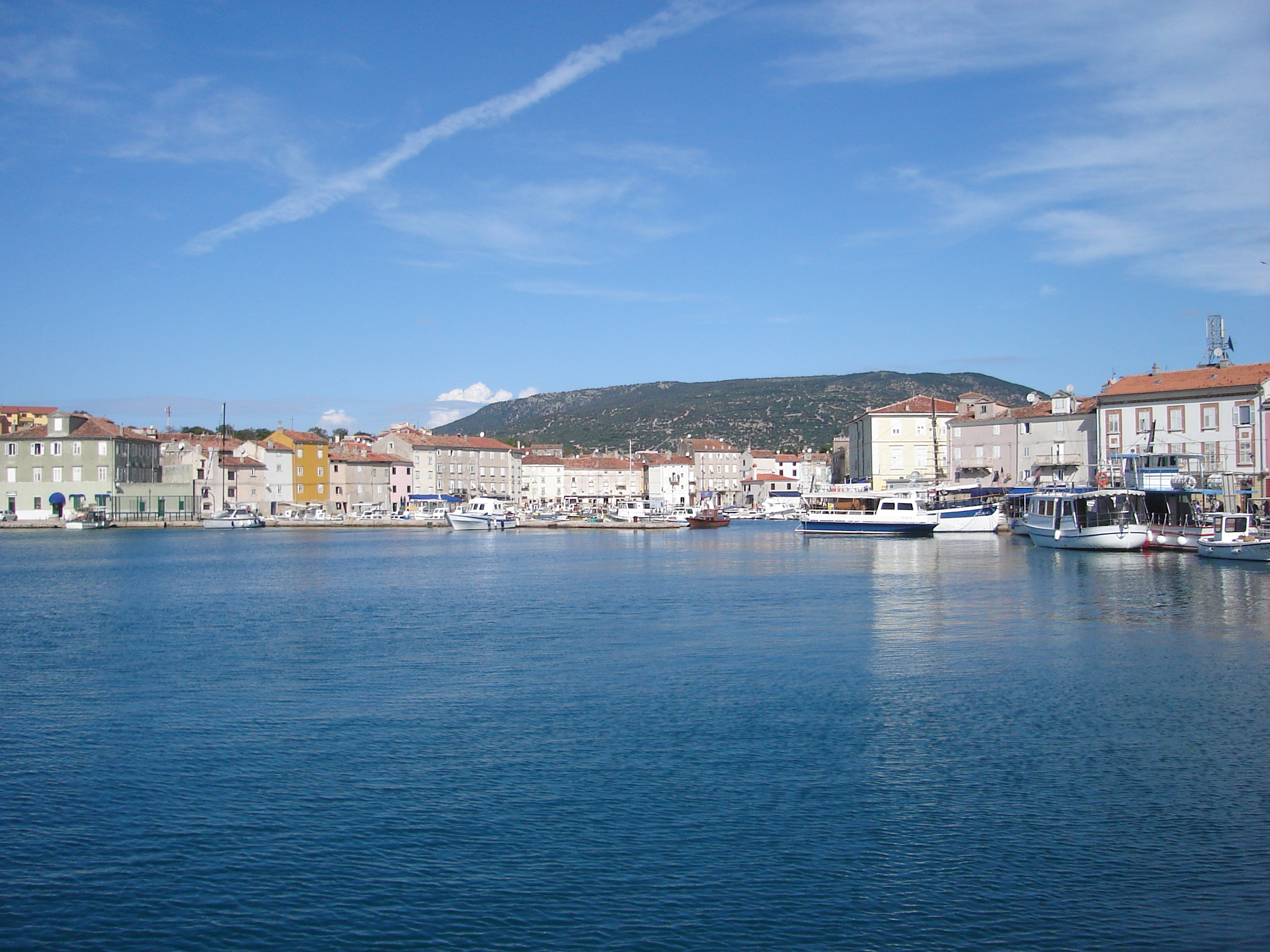
miasto Cres